# Ziselieren (Kochen)
Unter Ziselieren versteht man in der Küche das Öffnen von relativ zähem Gargut durch parallele oder sich kreuzende Einschnitte, um eine vergrößerte Oberfläche zu erhalten.
Fisch oder Fleisch kann durch Schrägschnitte ziseliert werden. So kann beim Garvorgang die Hitze schneller eindringen, Grillgut gart schneller und gleichmäßiger. Darüber hinaus dringt durch die Ziselierschnitte eine Marinade bzw. würzende Zutaten schneller in das entsprechende (Fisch-)Fleisch ein. Bei Anwendung von trockenen Garverfahren (z. B. Grillen, Braten) wird durch die vergrößerte Oberfläche eine bessere, stärkere Krustenbildung erreicht.
Das Einschneiden von Fisch zum Zerkleinern feiner Gräten nennt sich Schröpfen.